# Albatros D.VII
O Albatros D.VII foi um protótipo alemão de biplano caça de um só assento e cockpit aberto com o seu voo inaugural a agosto de 1917.Foi projetado e construído pela Albatros-Werke GmbH em Berlim.Ele era movido por um motor V8 Benz Bz.IIIb refrigerado a água, com 145 kW(195 hp) e armado com duas metralhadoras de 7,92 mm. O D.VII tinha ailerons nas asas superiores e inferiores ligados por suportes articulados.
O desempenho dos D.VII's foi considerado um avanço insuficiente relativamente às aeronaves já existentes para justificar o seu desenvolvimento mais aprofundado.

## História
Em 1917, um protótipo de uma aeronave de combate movida por um motor Benz B.IIIb foi construído na fábrica da Albatros-Werke GmbH. Os construtores da empresa mais uma vez retornaram ao sistema biplano , usando asas com o mesmo acorde , com um casco de estrutura típica de meia-concha para os Albatros.
O contorno da cauda também foi alterado, semelhante ao usado no modelo C.XV. Pela primeira vez nesta fábrica, um motor de oito cilindros foi usado para impulsionar um avião de caça de sistema D.V.
O Albatros D.VII deu o seu primeiro voo inaugural em agosto de 1917 e mostrou boa velocidade horizontal e ligeira melhoria na velocidade de subida relativamente ao Albatros D.V, mas menos manobrabilidade em comparação com os caças usados no Luftstreitkräfte. Problemas com o fornecimento de motores e falta de interesse por parte da Inspetoria de Forças Aéreas fizeram com que a máquina não entrasse em produção em série.
Além disso, vários pilotos experientes como Manfred von Richtofen, o barão vermelho, mostravam-se muito críticos nos aviões da Albatros-Werke desde o D.V, devido às suas fracas e escassas inovações e uma inferioridade qualitativa em relação aos novos caças ingleses.

## Dados técnicos
O Albatros D.VII era um biplano monomotor de uma única pessoa com casco de meia concha. O comprimento da aeronave era de 6,61 metros e a envergadura de 9,32 metros. Ailerons eram em ambos os painéis conectados juntos por meio de chaves. O peso da fuselagem vazia era de 630 kg, enquanto a massa inicial era de 885 kg. A altura da aeronave era de 2,68 metros. O motor era arrefecido por um líquido de 8 cilindros Motor V num V- Benz B.IIIb potência de 143  kW (195  hp ). A velocidade máxima da aeronave era de 204 km / h , e a autonomia do avião era de 2 horas. A máquina atingia altura de 2000 metros em 7 minutos, o que representava uma melhoria mínima em relação aos seus antecessores .
O protótipo foi armado com duas metralhadoras fixas LMG 08/15 calibre 7,92 mm.
Ele tinha uma fuselagem aerodinâmica padrão do outros modelos da Albatros, compensado coberto com uma moldura de madeira, mas distinguia-se do D.V de três maneiras principais.
O D.V era um sesquiplano ,ou seja, asua asa inferior tinha um acorde menor (distância da frente para trás) do que a asa superior. No D.VII, as asas superiores e inferiores tinham o mesmo acorde. O DV e os antigos caças Albatros tinham ailerons na asa superior, enquanto o D.VII tinha ailerons nas asas superior e inferior, com os ailerons de cada lado conectados por um suporte. Finalmente, o Albatros D.VII foi o primeiro caça de assento único Albatros a usar um motor V-8 e possuía uma velocidade e razão de subida superior ao Albatros D.V.
Foi seguido no início de 1918 pelo D.IX , que usava asas semelhantes, mas era de outra forma menos sofisticado.

## Desempenho
O problema com o Albatros D.VII era uma vibração e instabilidade severa, especialmente ao sair de um mergulho raso.
Nos voos teste, este apresentava-se tão medíocre que as longarinas das asas, as estruturas da fuselagem e o revestimento eram danificadas.A Albatros-Werke GmbH teve depois que substituir a fuselagem, redistribuir o peso, recolocar os suportes da seção central e instalar um suporte diferente, e isso reduziu a vibração. No entanto, depois disso, "não conseguiu demonstrar desempenho digno de nota".

Outro D.VII foi feito com peso excessivo no nariz. Isto foi aparentemente corrigido e a longarina reforçada. No entanto, os atrasos com o seu motor Benz Bz.IIIbo prejudicaram a produção, e o D.VII foi cancelado posteriormente.

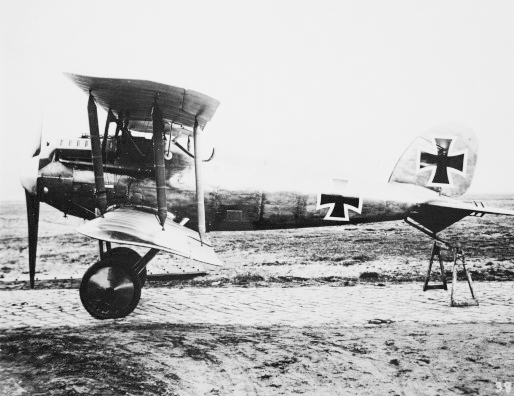
Albatros D.VII